# Liste der Landschaftsschutzgebiete im Landkreis Neustadt an der Waldnaab
Im Landkreis Neustadt an der Waldnaab gibt es zweiLandschaftsschutzgebiete. (Stand: November 2018)

## Hinweise zu den Angaben in der Tabelle
- Gebietsname: Amtliche Bezeichnung des Schutzgebietes
- Bild/Commons: Bild und Link zu weiteren Bildern aus dem Schutzgebiet
- LSG-ID: Amtliche Nummer des Schutzgebietes
- WDPA-ID: Link zum Eintrag des Schutzgebietes in der World Database on Protected Areas
- Wikidata: Link zum Wikidata-Eintrag des Schutzgebietes
- Ausweisung: Datum der Ausweisung als Schutzgebiet
- Gemeinde(n): Gemeinden, auf denen sich das Schutzgebiet befindet
- Lage: Geografischer Standort
- Fläche: Gesamtfläche des Schutzgebietes in Hektar
- Flächenanteil: Anteilige Flächen des Schutzgebietes in Landkreisen/Gemeinden, Angabe in % der Gesamtfläche
- Bemerkung: Besonderheiten und Anmerkungen

Bis auf die Spalte Lage sind alle Spalten sortierbar.
| Gebietsname                                                                   | Bild/Commons   | LSG-ID       | WDPA-ID | Wikidata  | Ausweisung | Gemeinde(n) | Lage     | Fläche ha | Flächenanteil                                                                                                 | Bemerkung |
| ----------------------------------------------------------------------------- | -------------- | ------------ | ------- | --------- | ---------- | ----------- | -------- | --------- | --- | --------- |
| LSG innerhalb des Naturparks Nördlicher Oberpfälzer Wald (ehemals Schutzzone) | weitere Bilder | LSG-00564.01 | 396114  | Q59655008 | 1997       |             | Position | 44161,93  | Weiden in der Oberpfalz (2,6 %), Landkreis Neustadt an der Waldnaab (88,7 %), Landkreis Tirschenreuth (8,6 %) |           |
| LSG Oberpfälzer Hügelland im westlichen Landkreis Neustadt a.d.Waldnaab       | weitere Bilder | LSG-00574.01 | 396123  | Q59655013 | 2003       |             | Position | 36048,6   | Weiden in der Oberpfalz (0,6 %), Landkreis Neustadt an der Waldnaab (99,3 %)                                  |           |